# Rizodermis

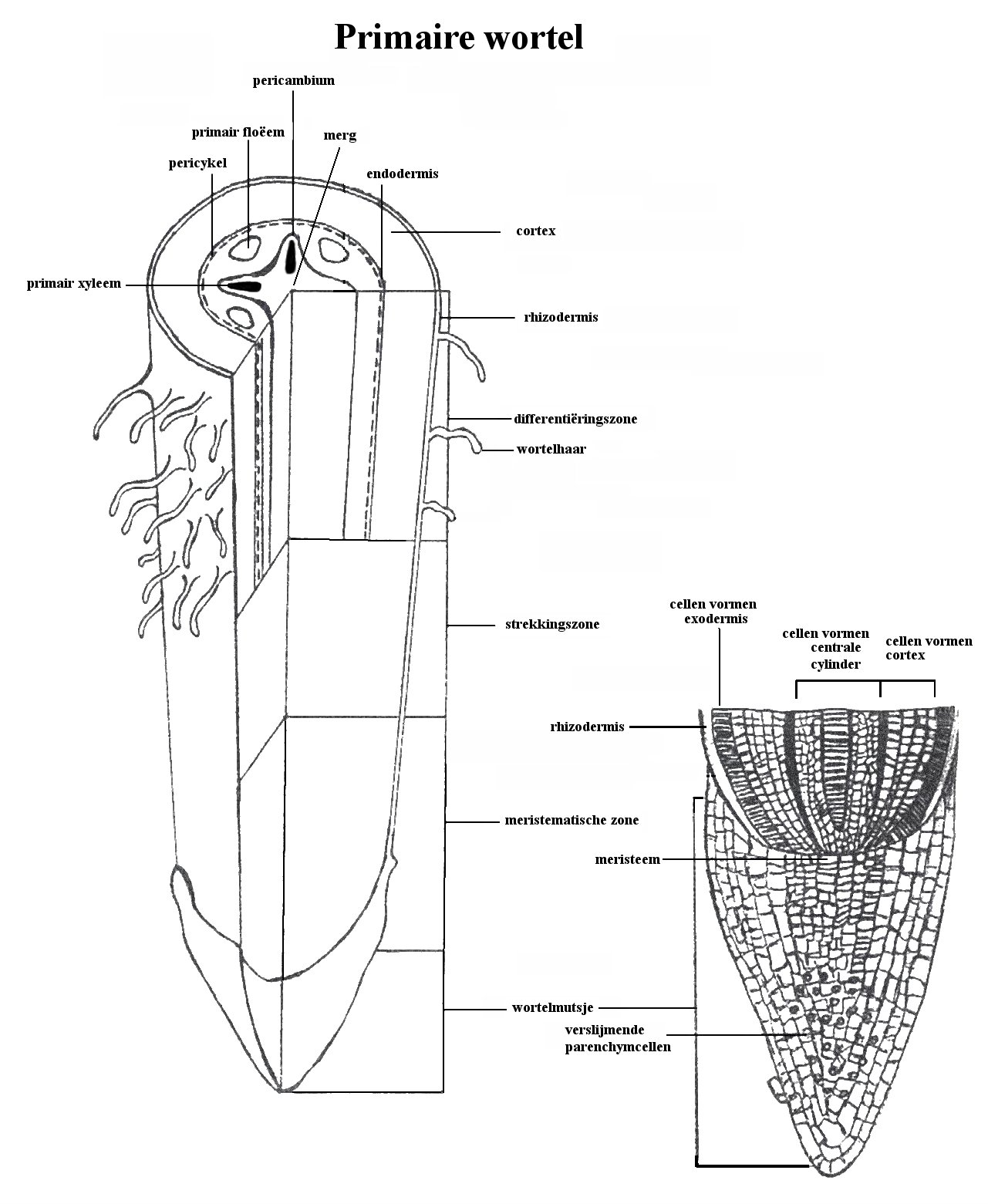
Anatomía de las raíces

En botánica, se denomina rizodermis  a la epidermis de la raíz. Típicamente es uniestratificada, es decir, está compuesta por una sola capa o estrato de células, las cuales son alargadas, muy apretadas entre sí, de paredes delgadas, normalmente sin cutícula.
En la región adyacente a la caliptra las células de la rizodermis son pequeñas y con citoplasma denso, sin vacuolas. En raíces que conservan su epidermis por largo tiempo, reemplazándola tardíamente por peridermis, las paredes celulares pueden engrosarse, es decir pueden suberificarse (deponer suberina) o lignificarse (deponer lignina).
Los pelos radicales se encuentran en la denominada «zona pilífera» de la raíz y son parte de la rizodermis. Pueden originarse en todas las células epidérmicas, en ciertas células llamadas tricoblastos, o en la capa subepidérmica. Son tubulosos, raramente ramificados, con una vacuola central gigantesca, con citoplasma parietal, el núcleo poliploide se dispone en el extremo celular que se va alargando. Viven pocos días, su función es aumentar la superficie de absorción de la raíz para la toma de agua y nutrientes en solución.